# Polska
Polska er en gruppe af pardanse og en musikform i 3/4 takt, som har været spillet, danset og udviklet siden slutningen af 1400-tallet. Formen kendes fra de nordiske lande, hvor den især i Norge kendes under andre navne som "springleik" eller "pols".
| Musik | Spire Denne musikartikel er en spire som bør udbygges. Du er velkommen til at hjælpe Wikipedia ved at udvide den. |